# Football Club Fleury 91 2023-2024
Questa voce raccoglie le informazioni riguardanti la squadra femminile del Football Club Fleury 91 nelle competizioni ufficiali della stagione 2023-2024.

## Divise e sponsor
La grafica delle divise ripropone i colori sociali del club, il rosso e il nero. Il main sponsor era a società di trasporti Bovis, lo sponsor tecnico, fornitore delle tenute da gioco, SKITA.
| Casa | Trasferta |

## Organigramma societario
Area tecnica
- Allenatore: Fabrice Abriel
- Vice allenatore: Antoine Ponroy
- Preparatore dei portieri: Alexy Kastelyn
- Preparatore atletico: Nicolas Colard
- Medico sociale: Nicolas Bompard
- Fisioterapisti: Margaux Fortun, Pauline Mariel
- Analista video: Amr Charoud

## Rosa
Rosa, ruoli e numeri di maglia aggiornati al 10 gennaio 2023.
| N. |                           | Ruolo | Calciatrice                |
| -- | ------------------------- | ----- | -------------------------- |
| 1  | Francia (bandiera)        | P     | Emma Francart              |
| 2  | Francia (bandiera)        | C     | Sara Kassi                 |
| 3  | Camerun (bandiera)        | D     | Bernadette Ngaseh Mbele    |
| 4  | Giamaica (bandiera)       | D     | Chantelle Swaby            |
| 5  | Costa d'Avorio (bandiera) | D     | Mariam Diakité             |
| 6  | Panama (bandiera)         | C     | Aldrith Quintero           |
| 7  | Polonia (bandiera)        | A     | Dominika Kopińska          |
| 8  | Polonia (bandiera)        | A     | Ewelina Kamczyk            |
| 9  | Francia (bandiera)        | C     | Aïrine Fontaine            |
| 10 | Francia (bandiera)        | C     | Léa Le Garrec              |
| 11 | Costa d'Avorio (bandiera) | A     | Rosemonde Kouassi          |
| 12 | Camerun (bandiera)        | D     | Claudine Meffometou Tcheno |
| 13 | Portogallo (bandiera)     | D     | Ágata Filipa               |

| N. |                           | Ruolo | Calciatrice         |
| -- | ------------------------- | ----- | ------------------- |
| 14 | Polonia (bandiera)        | C     | Dominika Grabowska  |
| 15 | Francia (bandiera)        | D     | Aude Bizet          |
| 16 | Francia (bandiera)        | P     | Manon Heil          |
| 17 | Ghana (bandiera)          | C     | Evelyn Badu         |
| 18 | Francia (bandiera)        | C     | Laurine Baga        |
| 19 | Costa d'Avorio (bandiera) | A     | Inès Konan          |
| 20 | Francia (bandiera)        | D     | Charlotte Fernandes |
| 21 | Algeria (bandiera)        | C     | Marine Dafeur       |
| 22 | Brasile (bandiera)        | C     | Leidiane            |
| 23 | Giamaica (bandiera)       | D     | Tianna Harris       |
| 27 | Haiti (bandiera)          | A     | Batcheba Louis      |
| 28 | Francia (bandiera)        | C     | Inès Jaurena        |
| 30 | Algeria (bandiera)        | P     | Chloé N'Gazi        |

## Calciomercato

### Sessione estiva
| Acquisti | Acquisti          | Acquisti            | Acquisti      |
| R.       | Nome              | da                  | Modalità      |
| -------- | ----------------- | ------------------- | ------------- |
| P        | Emma Francart     | Metz                | [ 4 ]         |
| D        | Ágata Filipa      | Servette Chênois    | [ 5 ] [ 4 ]   |
| D        | Tianna Harris     | Kent St. G. Flashes | [ 6 ] [ 4 ]   |
| A        | Dominika Kopińska | SMS Łódź            | [ 7 ] [ 4 ]   |
| C        | Aldrith Quintero  | Alhama              | [ 8 ] [ 4 ]   |
| A        | Kenza Chapelle    | Nantes              | fine prestito |
| A        | Leidiane          | Flamengo            | [ 9 ] [ 4 ]   |

| Cessioni | Cessioni            | Cessioni            | Cessioni      |
| R.       | Nome                | a                   | Modalità      |
| -------- | ------------------- | ------------------- | ------------- |
| P        | Katriina Talaslahti | Le Havre            | [ 4 ]         |
| D        | Julie Debever       |                     | ritirata      |
| D        | Marie Levasseur     | Montpellier         | [ 4 ]         |
| D        | Julie Piga          | Milan               | [ 10 ] [ 4 ]  |
| C        | Maureen Bigot       | Le Havre            | [ 4 ]         |
| C        | Magnaba Folquet     | Paris Saint-Germain | fine prestito |
| A        | Kenza Chapelle      | Strasburgo          | [ 4 ]         |
| A        | Valérie Gauvin      | Montauban           | [ 4 ]         |

### Sessione invernale
| Acquisti | Acquisti                   | Acquisti                 | Acquisti      |
| R.       | Nome                       | da                       | Modalità      |
| -------- | -------------------------- | ------------------------ | ------------- |
| D        | Assimina Maoulida          | Olympique Lione          | prestito      |
| D        | Bernadette Ngaseh Mbele    | Eclair                   | [ 13 ]        |
| C        | Evelyn Badu                | Avaldsnes                | [ 14 ]        |
| C        | Akébié Frédérique Abrogoua | Africa Sport Abidjan/CIV | [ 12 ]        |
| C        | Inès Jaurena               | Washington Spirit        | [ 15 ] [ 12 ] |

| Cessioni | Cessioni | Cessioni | Cessioni |
| R.       | Nome     | a        | Modalità |
| -------- | -------- | -------- | -------- |
| A        | Leidiane | Guingamp | [ 12 ]   |

## Risultati

### Division 1

#### Girone di andata
| Arbitro: | Vanderstichel |

|                            |           |           |
| Louis 60’ Kamczyk 69’, 73’ | Marcatori | 49’ Léger |

| Arbitro: | Gerbel |

|                                   |           |            |
| Bourdieu 14’ Thiney 18’ Matéo 74’ | Marcatori | 26’ Harris |

| Arbitro: | Efe |

|                                     |           |              |
| Machart-Rabanne 50’ (rig.) Roux 87’ | Marcatori | 2’ Le Garrec |

| Arbitro: | Laur |

|                           |           |               |
| Grabowska 63’ Kamczyk 70’ | Marcatori | 42’ Jankovska |

| Arbitro: | Vanderstichel |

|            |           |                     |
| Robert 52’ | Marcatori | 90+5’ (rig.) Dafeur |

| Arbitro: | Gonçalves |

|                        |           |                |
| Louis 2’ Fernandes 71’ | Marcatori | 87’ Champagnac |

| Arbitro: | Beyer |

|                            |           |             |
| Fontaine 50’ Le Garrec 67’ | Marcatori | 39’ Sangaré |

| Arbitro: | Gerbel |

|                          |           |             |
| Katoto 13’ Groenen 90+7’ | Marcatori | 40’ Kamczyk |

| Arbitro: | Vanderstichel |

|                          |           |                          |
| Kamczyk 8’ Grabowska 25’ | Marcatori | 33’, 58’ (rig.) Benyahia |

| Arbitro: | Beyer |

|                              |           |  |
| Gomes 61’ (rig.) Mouchon 67’ | Marcatori |  |

| Arbitro: | Rochebilière |

|             |           |                                      |
| Kamczyk 32’ | Marcatori | 43’ Egurrola 47’ Hegerberg 80’ Horan |

#### Girone di ritorno
| Arbitro: | Gonçalves |

|  |           |                                                               |
|  | Marcatori | 51’ Grabowska 65’, 80’ Kouassi 88’ (aut.) Declercq 90’ Harris |

| Arbitro: | Rochebilière |

|                  |           |  |
| Pierre-Louis 29’ | Marcatori |  |

| Arbitro: | Beyer |

|               |           |               |
| Grabowska 19’ | Marcatori | 61’ Karchaoui |

| Arbitro: | Fournier |

|                                            |           |              |
| Cambot 45’ Peniguel 73’ Stárová 78’ (rig.) | Marcatori | 88’ Fontaine |

| Arbitro: | Gonçalves |

|             |           |  |
| Kamczyk 53’ | Marcatori |  |

| Arbitro: | Beyer |

|                                               |           |  |
| Däbritz 10’, 83’ Mbock Bathy 13’ Dumornay 86’ | Marcatori |  |

| Arbitro: | Rochebilière |

|                             |           |           |
| Grabowska 44’ Fernandes 57’ | Marcatori | 72’ Bussy |

| Arbitro: | Fournier |

|                  |           |                           |
| Kouassi 43’, 51’ | Marcatori | 36’ Azzaro 90+3’ Boilesen |

| Arbitro: | Collin |

|  |           |                                 |
|  | Marcatori | 8’ Le Garrec 39’ Badu 55’ Louis |

| Arbitro: | Collin |

|            |           |                                   |
| Cardia 39’ | Marcatori | 10’ Louis 61’ Kamczyk 66’ Kouassi |

| Arbitro: | Beyer |

|                         |           |                                           |
| Louis 46’ Le Garrec 56’ | Marcatori | 4’ (rig.) Mondésir 35’ Lakrar 78’ Khelifi |

### Coppa di Francia
| Arbitro: | Collin |

|                       |           |  |
| Kouassi 77’ Louis 83’ | Marcatori |  |

| Arbitro: | Gonçalves |

|                                               |           |          |
| Louis 16’ Harris 35’ Kamczyk 38’ Fontaine 90’ | Marcatori | 36’ Roth |

| Arbitro: | Collin |

|                                                   |           |          |
| Kouassi 16’, 75’ Grabowska 63’, 74’ Fernandes 89’ | Marcatori | 22’ Roux |

| Arbitro: | Daupeux |

|                                                                       |                      |                                                      |
| Mbock Bathy Le Sommer Van de Donk Däbritz Dumornay Egurrola Cascarino | Tiri di rigore 4 – 5 | Dafeur Louis Jaurena Kamczyk Diakité Kassi Le Garrec |

| Arbitro: | Rochebilière |

|             |           |  |
| Martens 73’ | Marcatori |  |

## Statistiche

### Statistiche di squadra
| Competizione     | Punti | In casa | In casa | In casa | In casa | In casa | In casa | In trasferta | In trasferta | In trasferta | In trasferta | In trasferta | In trasferta | Totale | Totale | Totale | Totale | Totale | Totale | DR  |
| Competizione     | Punti | G       | V       | N       | P       | Gf      | Gs      | G            | V            | N            | P            | Gf           | Gs           | G      | V      | N      | P      | Gf     | Gs     | DR  |
| ---------------- | ----- | ------- | ------- | ------- | ------- | ------- | ------- | ------------ | ------------ | ------------ | ------------ | ------------ | ------------ | ------ | ------ | ------ | ------ | ------ | ------ | --- |
| Division 1       | 33    | 11      | 7       | 2       | 2       | 21      | 14      | 11           | 3            | 1            | 7            | 16           | 22           | 22     | 10     | 3      | 9      | 37     | 33     | +4  |
| Coppa di Francia | -     | 3       | 3       | 0       | 0       | 11      | 2       | 2            | 0            | 1            | 1            | 0            | 1            | 5      | 3      | 1      | 1      | 11     | 3      | +8  |
| Totale           | -     | 14      | 10      | 2       | 2       | 32      | 16      | 13           | 3            | 2            | 8            | 16           | 23           | 27     | 13     | 4      | 10     | 48     | 36     | +12 |

### Andamento in campionato
| Giornata  | 1 | 2 | 3 | 4 | 5 | 6 | 7 | 8 | 9 | 10 | 11 | 12 | 13 | 14 | 15 | 16 | 17 | 18 | 19 | 20 | 21 | 22 |
| --------- | - | - | - | - | - | - | - | - | - | -- | -- | -- | -- | -- | -- | -- | -- | -- | -- | -- | -- | -- |
| Luogo     | C | T | T | C | T | C | C | T | C | T  | C  | T  | T  | C  | T  | C  | T  | C  | C  | T  | T  | C  |
| Risultato | V | P | P | V | N | V | V | P | V | P  | P  | V  | P  | N  | P  | V  | P  | V  | N  | V  | V  | P  |
| Posizione | 4 | 6 | 7 | 6 | 5 | 5 | 4 | 4 | 4 | 4  | 5  | 4  | 5  | 5  | 6  | 5  | 6  | 5  | 6  | 5  | 4  | 4  |

Legenda:

Luogo: C = Casa; T = Trasferta. Risultato: V = Vittoria; N = Pareggio; P = Sconfitta.

### Statistiche delle giocatrici
| Giocatore         | Division 1 | Division 1 | Division 1  | Division 1 | Coppa di Francia | Coppa di Francia | Coppa di Francia | Coppa di Francia | Totale   | Totale | Totale      | Totale     |
| Giocatore         | Presenze   | Reti       | Ammonizioni | Espulsioni | Presenze         | Reti             | Ammonizioni      | Espulsioni       | Presenze | Reti   | Ammonizioni | Espulsioni |
| ----------------- | ---------- | ---------- | ----------- | ---------- | ---------------- | ---------------- | ---------------- | ---------------- | -------- | ------ | ----------- | ---------- |
| F. Abrogoua       | -          | -          | -           | -          | -                | -                | -                | -                | -        | -      | -           | -          |
| E. Badu           | 6          | 1          | 0           | 0          | 0                | 0                | 0                | 0                | 6        | 1      | 0           | 0          |
| L. Baga           | 1          | 0          | 0           | 0          | -                | -                | -                | -                | 1        | 0      | 0           | 0          |
| A. Bizet          | 1          | 0          | 0           | 0          | -                | -                | -                | -                | 1        | 0      | 0           | 0          |
| M. Dafeur         | 18         | 1          | 7           | 0          | 5                | 0                | 2                | 0                | 23       | 1      | 9           | 0          |
| M. Diakité        | 18         | 0          | 10          | 0          | 4                | 0                | 1                | 0                | 22       | 0      | 11          | 0          |
| K. Doucouré       | 0          | 0          | 0           | 0          | -                | -                | -                | -                | 0        | 0      | 0           | 0          |
| C. Fernandes      | 22         | 2          | 1           | 0          | 5                | 1                | 0                | 0                | 27       | 3      | 1           | 0          |
| Á. Filipa         | 12         | 0          | 0           | 0          | 3                | 0                | 0                | 0                | 15       | 0      | 0           | 0          |
| A. Fontaine       | 17         | 2          | 7           | 0          | 4                | 1                | 0                | 0                | 21       | 3      | 7           | 0          |
| E. Francart       | 1          | -2         | 0           | 0          | -                | -                | -                | -                | 1        | -2     | 0           | 0          |
| D. Grabowska      | 18         | 5          | 1           | 0          | 5                | 2                | 0                | 0                | 23       | 7      | 1           | 0          |
| T. Harris         | 11         | 2          | 1           | 0          | 3                | 1                | 0                | 0                | 14       | 3      | 1           | 0          |
| M. Heil           | 7          | -8         | 0           | 0          | 3                | -2               | 0                | 0                | 10       | -10    | 0           | 0          |
| I. Jaurena        | 10         | 0          | 1           | 0          | 4                | 0                | 0                | 0                | 14       | 0      | 1           | 0          |
| E. Kamczyk        | 20         | 7          | 3           | 0          | 5                | 1                | 0                | 0                | 25       | 8      | 3           | 0          |
| S. Kassi          | 14         | 0          | 3           | 0          | 2                | 0                | 0                | 0                | 16       | 0      | 3           | 0          |
| I. Konan          | 1          | 0          | 0           | 0          | 1                | 0                | 0                | 0                | 2        | 0      | 0           | 0          |
| D. Kopińska       | 10         | 0          | 1           | 0          | -                | -                | -                | -                | 10       | 0      | 1           | 0          |
| R. Kouassi        | 19         | 5          | 2           | 0          | 5                | 3                | 1                | 0                | 24       | 8      | 3           | 0          |
| L. Le Garrec      | 22         | 4          | 2           | 0          | 5                | 0                | 0                | 0                | 27       | 4      | 2           | 0          |
| Leidiane          | 5          | 0          | 0           | 0          | -                | -                | -                | -                | 5        | 0      | 0           | 0          |
| B. Louis          | 22         | 5          | 3           | 0          | 5                | 2                | 0                | 0                | 27       | 7      | 3           | 0          |
| A. Maoulida       | 6          | 0          | 1           | 0          | 2                | 0                | 0                | 0                | 8        | 0      | 1           | 0          |
| F. Meffometou     | 18         | 0          | 1           | 0          | 4                | 0                | 0                | 0                | 22       | 0      | 1           | 0          |
| C. N'Gazi         | 14         | -23        | 0           | 0          | 2                | -1               | 0                | 0                | 16       | -24    | 0           | 0          |
| E. Ngambu Ngiangi | 0          | 0          | 0           | 0          | -                | -                | -                | -                | 0        | 0      | 0           | 0          |
| B. Ngaseh Mbele   | 3          | 0          | 1           | 0          | 0                | 0                | 0                | 0                | 3        | 0      | 1           | 0          |
| A. Quintero       | 14         | 0          | 4           | 0          | 3                | 0                | 0                | 0                | 17       | 0      | 4           | 0          |
| L. Smits          | 2          | 0          | 0           | 0          | 1                | 0                | 0                | 0                | 3        | 0      | 0           | 0          |
| C. Swaby          | 16         | 0          | 0           | 0          | 2                | 0                | 0                | 0                | 18       | 0      | 0           | 0          |